# Festung Koblenz

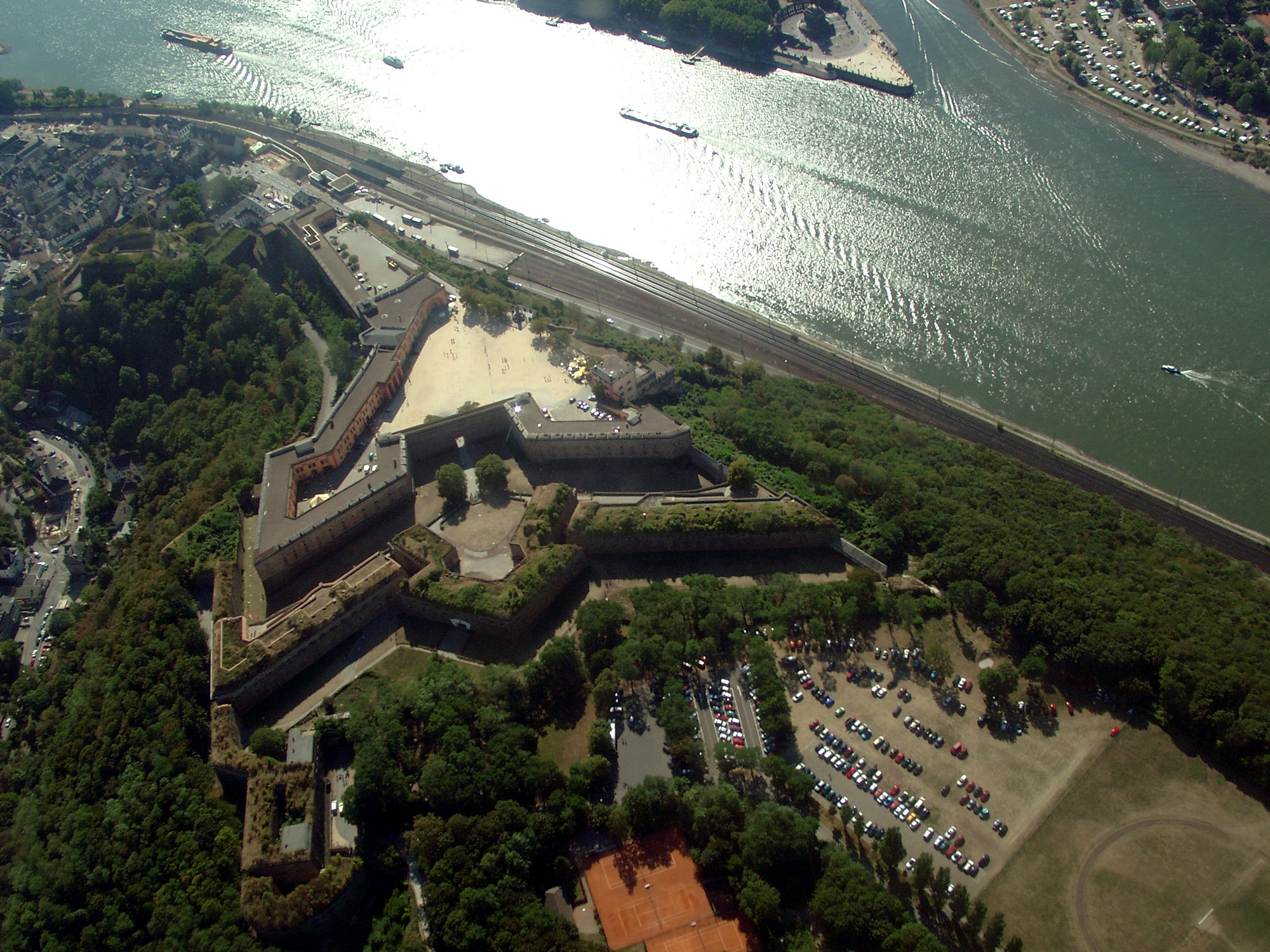
Festung Ehrenbreitstein, Luftbild

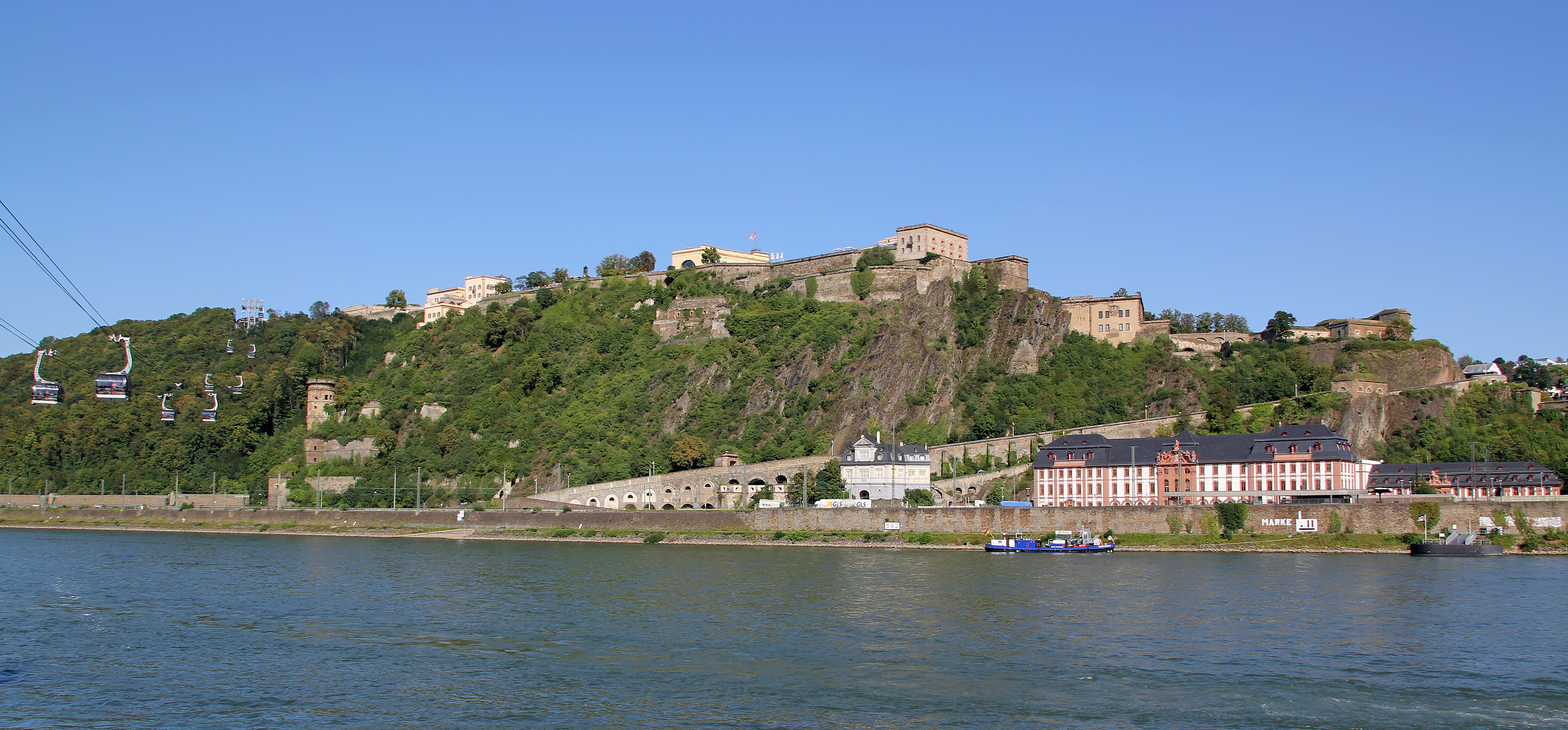
Festung Ehrenbreitstein, Blick vom Konrad-Adenauer-Ufer

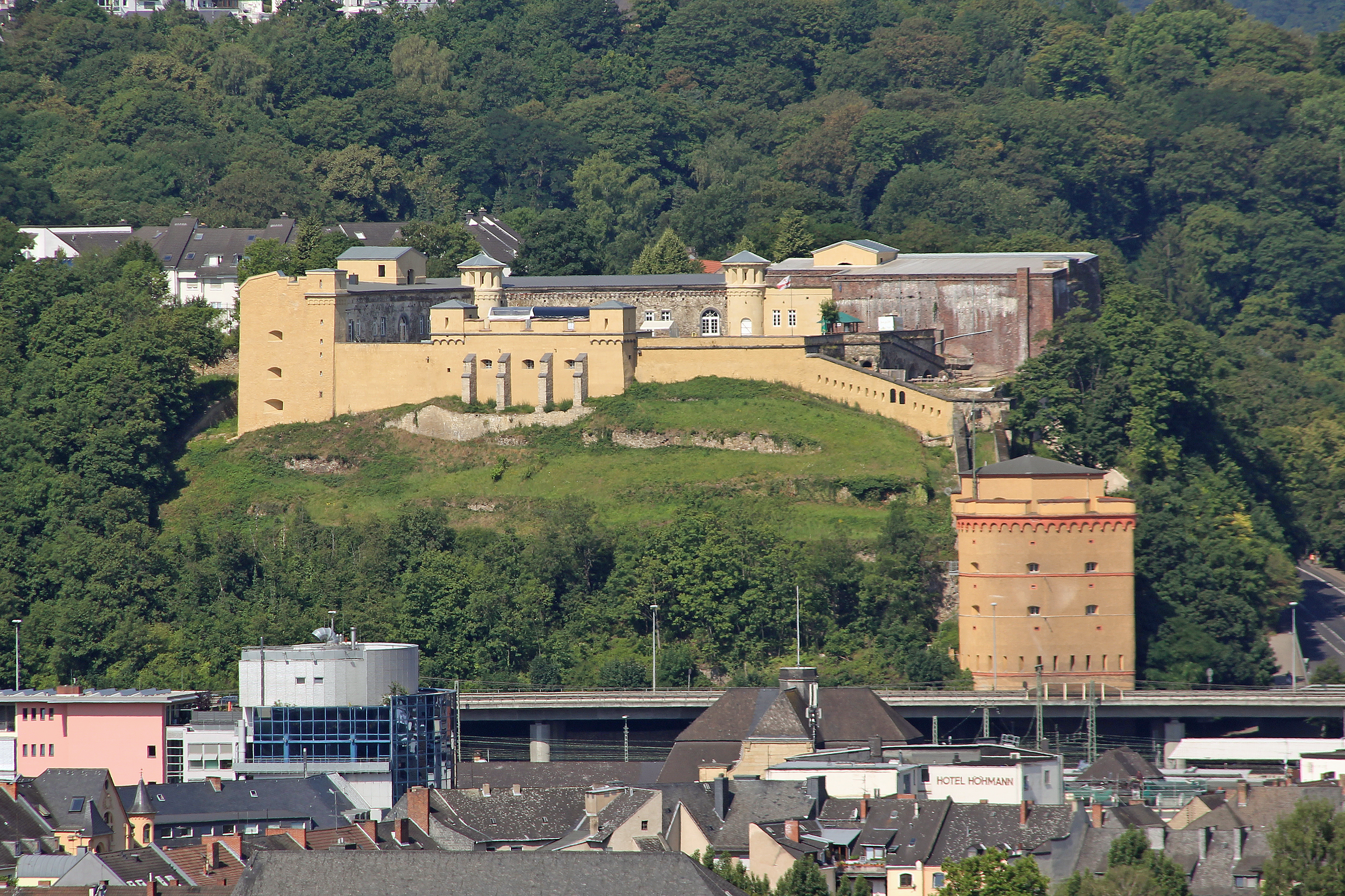
Fort Konstantin

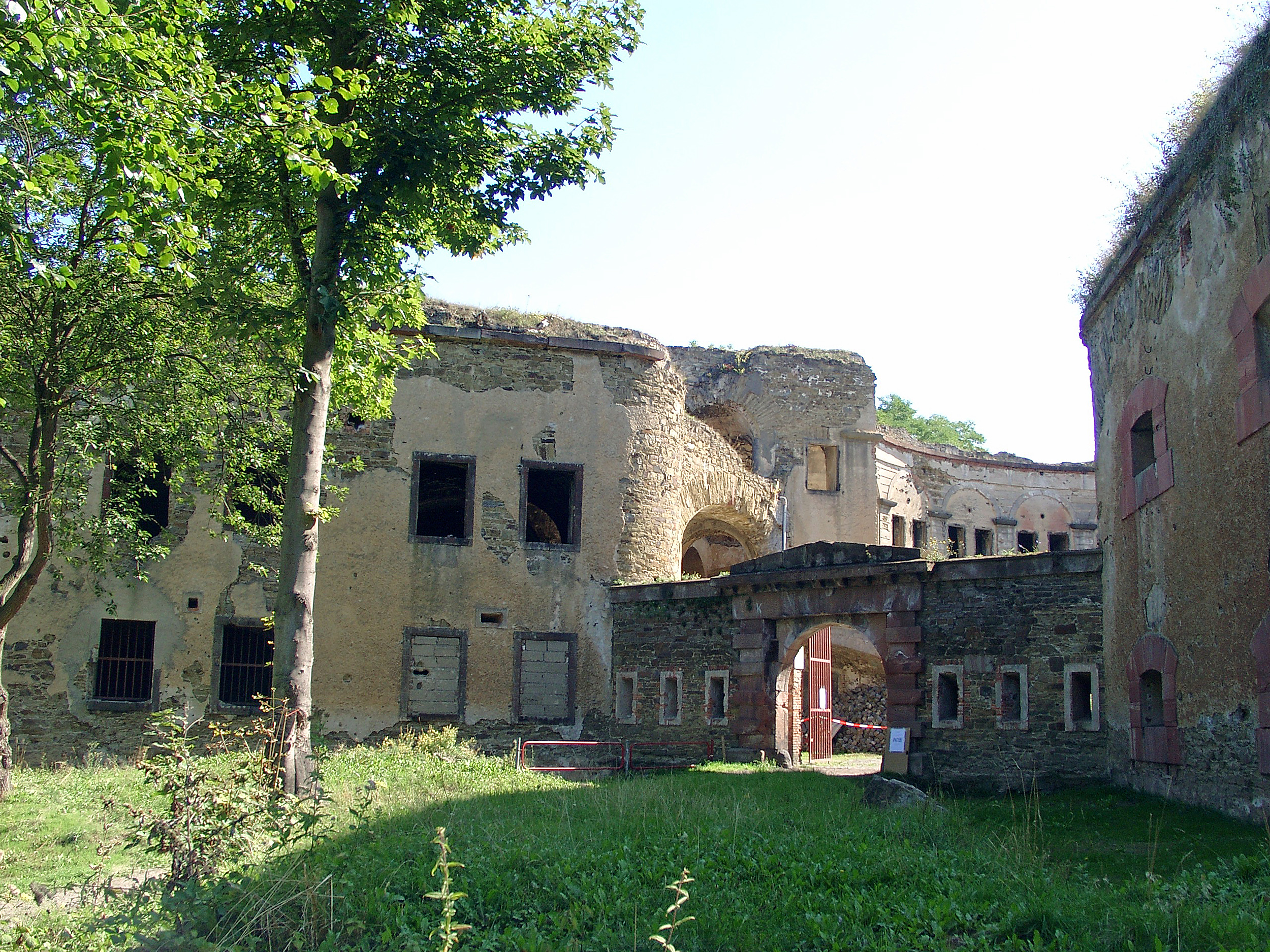
Fort Asterstein

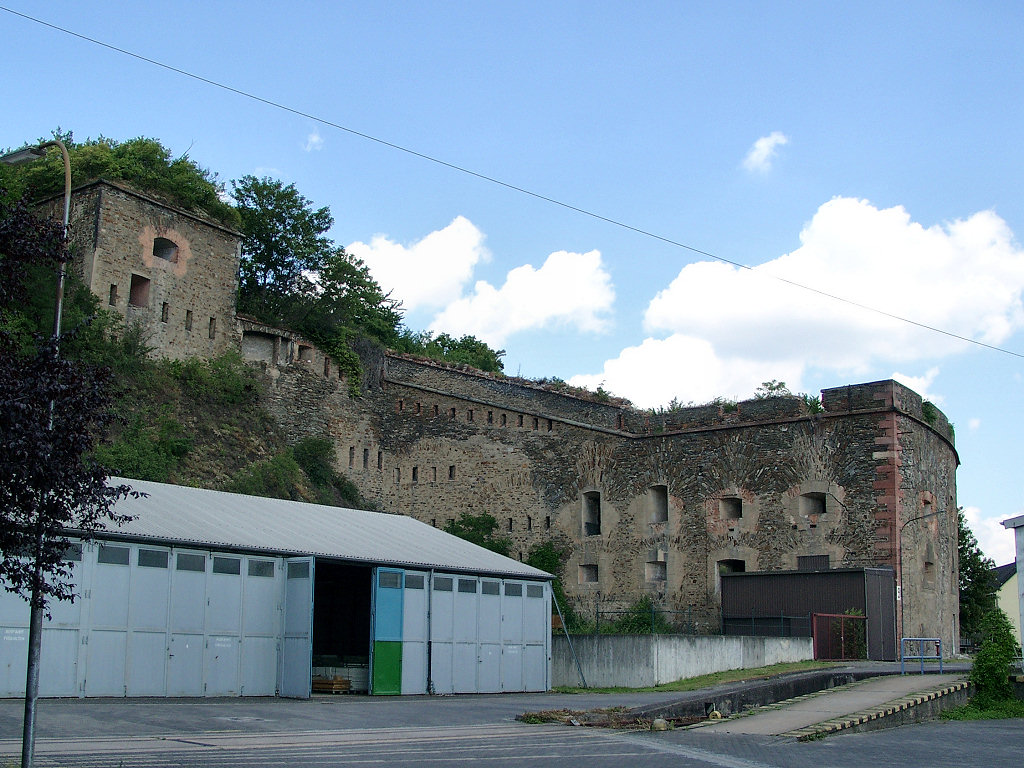
Feste Kaiser Franz

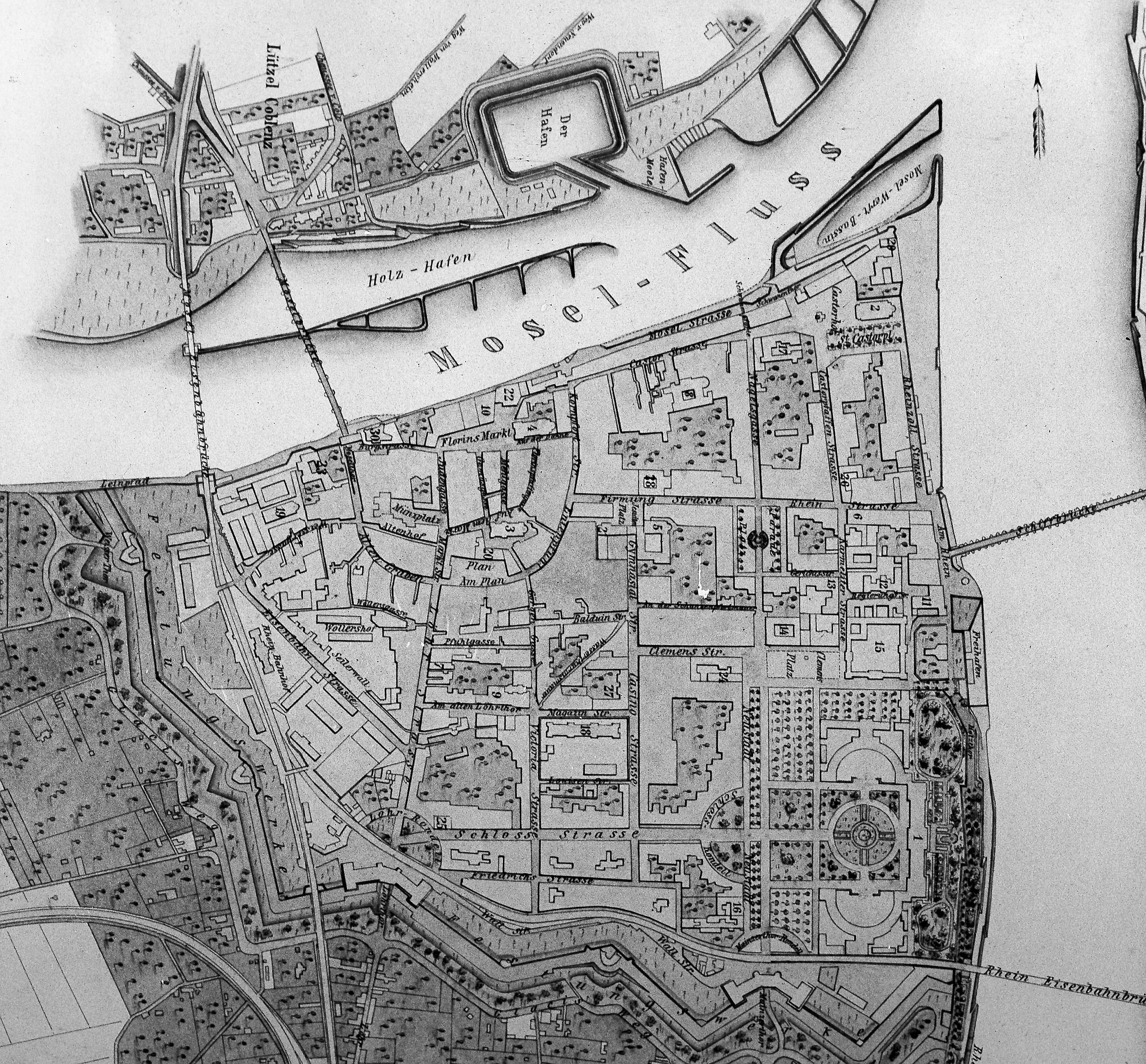
Karte von Koblenz von 1888

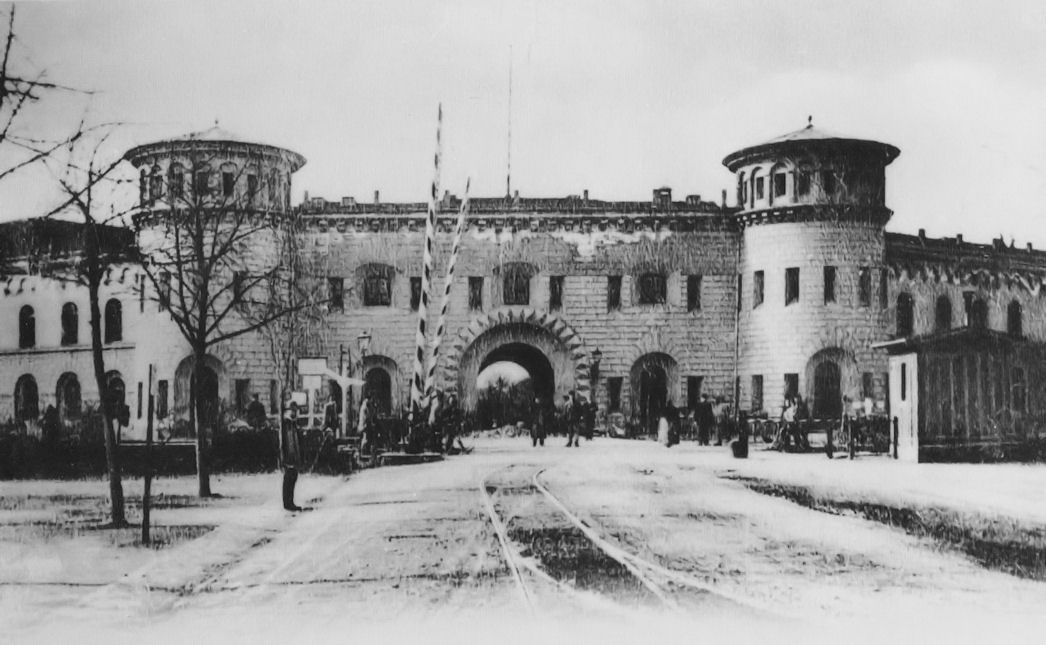
Das „Mainzer Tor“ der preußischen Stadtbefestigung um 1880

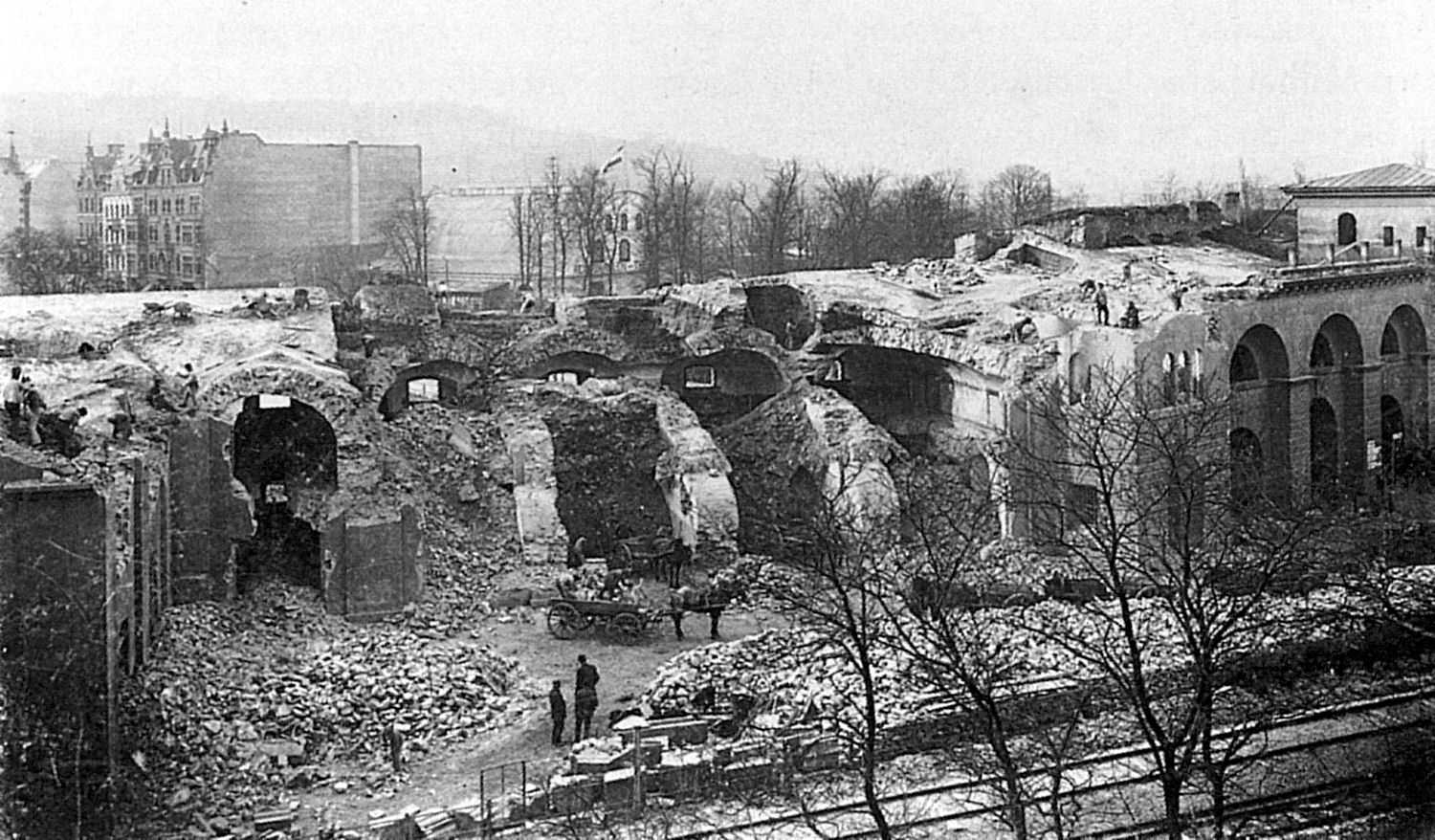
Abbruch des Löhrtors 1899

Die Festung Koblenz, seltener auch Feste Koblenz genannt oder genauer Festung Koblenz und Ehrenbreitstein ist ein System von preußischen Festungswerken, bestehend aus den Stadtbefestigungen von Koblenz und Ehrenbreitstein sowie deren vorgelagerten Festungswerken in Gestalt von Festen, Fleschen, Schanzen und Forts. Die gesamte Anlage wurde im Zeitraum von 1815 bis 1834 erbaut. Die einzelnen Werke der Festung sind entweder zu großen Teilen erhalten (Festung Ehrenbreitstein, Fort Großfürst Konstantin) oder im Laufe der Zeit durch Schleifung und spätere Abrisse fast völlig verschwunden (z. B. Feste Kaiser Alexander). Sie ist der erste Vertreter der Typologie von Großfestungen des 19. Jahrhunderts. Aufgrund ihrer Architektur wird sie als „klassizistisch“ eingestuft, wobei bei den Festungswerken des linken Rheinufers z. B. auch Anleihen an die Formensprache des Mittelalters und der Renaissance zu finden sind.

## Strategische Bedeutung
Die Festung Koblenz besaß, nach ihrem Ausbau in preußischer Zeit, einen Gesamtumfang von 14 km. Damit war sie eine der größten Befestigungsanlagen Europas. Sie erlangte zwar nie die strategische Bedeutung Gibraltars oder der, zwischen 1867 und 1883 geschleiften Festung Luxemburg („Gibraltar des Nordens“); die Festung Koblenz galt aber, wie Gibraltar selbst, zumindest zum Zeitpunkt ihrer Fertigstellung als uneinnehmbar. Der Umfang der Festungswerke entsprach in etwa jenen von Paris und Köln.

## Festungsbauten
Die Festung Koblenz teilte sich in sechs Abschnitte auf, für die sich ab 1865 auch der Begriff „System“ durchsetzte. Zur Hervorhebung erhielt das jeweilige Hauptwerk eines Abschnittes den Namen „Feste“. Zu den Systemen der Festung gehörten die folgenden Festungsbauten:

### Stadtbefestigung
Die Stadtbefestigung von Koblenz befand sich im Bereich des heutigen Friedrich-Ebert- und Moselrings. Als repräsentative Torbauten gab es das Moseltor an der Balduinbrücke, das Löhrtor und das Mainzer Tor. Hinzu kamen weitere kleinere Pforten entlang beider Flussufer, das schlichte Weißertor (etwa im Bereich des heutigen Versorgungsamts der Stadt Koblenz) und das heute noch als einziges erhaltene Tor beim Rheinanschluss. Rhein- und Moselufer sicherte eine mit Gewehr- und Geschützscharten versehene Mauer, eine Batterie am Deutschherrenhaus sowie eine am Rheinufer (sogenannter Rheinkavalier). Zur Landseite befand sich ein Graben als Annäherungshindernis vor einer freistehenden krenelierten Mauer mit dahinterliegendem Erdwall. Zur Stadtbefestigung wird auch die Moselweißer Schanze (früherer Name: Fort Blücher) gerechnet. Von den Uferbefestigungen sind noch der Nordflügel und einige wenige Kasematten des Südflügels des Rheinkasemattenkorps am Weindorf, die Rheinuferbefestigung am Schloss, Teile des Rheinkavaliers sowie Reste der krenelierten Mauer an der Kastorkirche, die Kasematten am Deutschen Eck und ein Mauerzug am Moselufer unterhalb des Saarplatzes erhalten. Die landseitige Befestigung ist bis auf die Reste einer Kasematte hinter dem Polizeipräsidium vollständig verschwunden. Ebenfalls zugehörig sind die Reste der Brückentürme an der Moseleisenbahnbrücke und der Pfaffendorfer Brücke.

### System Oberehrenbreitstein
In Ehrenbreitstein entstanden zwei Festungssysteme: Das System Niederehrenbreitstein und das System Oberehrenbreitstein. Zu Letzterem gehörten neben der Feste Ehrenbreitstein die Werke Nöllenkopf (ab 1880 Fort Rheineck) und Pleitenberg.

### System Niederehrenbreitstein
Zum System Niederehrenbreitstein gehörten: Nördliches Hornwerk mit Neuwieder Tor, Kronwerk, Uferbatterien, südliches Hornwerk, ein verteidigungsfähiges Wagenhaus (Pfaffendorfer Tor), das Werk Klausenberg, die Ortsbefestigung Ehrenbreitstein, die Arzheimer Schanze und die Horchheimer Torbefestigung.

### System Feste Kaiser Alexander
Das Plateau der Karthause oberhalb von Koblenz sicherte die Feste Kaiser Alexander und deren Rückseite das Fort Großfürst Konstantin auf dem Beatusberg. Unterstützt wurden diese Anlagen durch die Moselbatterie,
die Batterie Hübeling (heute im Hauptfriedhof gelegen) sowie die Schanze Großfürst Alexander.

### System Feste Kaiser Franz
Im Norden von Koblenz entstand die Feste Kaiser Franz. Die Neuendorfer Flesche, die Bubenheimer Flesche und die Moselflesche sowie die Metternicher Schanze, die Rübenacher Schanze und die Rheinschanze bildeten vorgelagerte Verteidigungsanlagen dieser Feste.

### System Pfaffendorfer Höhe
Das auf der Pfaffendorfer Höhe gelegene Fort Asterstein war zunächst ein Vorwerk des Ehrenbreitsteins, das später zum Hauptwerk eines eigenen Systems erhoben wurde. Zu diesem Abschnitt gehörten die Bienhornschanze, das Fort Rheinhell und das Werk Glockenberg, das über die sogenannte Teufelstreppe mit dem Horchheimer Tor verbunden war.

## Geschichte
Durch den Wiener Kongress 1814/15 gingen die rheinischen Besitztümer des Trierer Kurstaates als Teil der Rheinprovinz zum Königreich Preußen über. Am 11. März 1815 erging die „Order zur Neubefestigung der Stadt Coblenz und der Festung Ehrenbreitstein“ durch König Friedrich Wilhelm III. In den folgenden Jahren entstand die Festung Koblenz, eines der umfangreichsten Festungssysteme Europas, gebaut nach modernsten Erkenntnissen in der so genannten „Neupreußischen Befestigungsmanier“. Erstmals wurde in Deutschland das Bastionärsystem aufgegeben und stattdessen ein Polygonalsystem mit vorgelagerten Befestigungen geschaffen. Die Stadt erhielt eine neue Stadtumwallung, der auf den Höhenzügen rings um die Stadt vorgeschobene Festungswerke zugeordnet wurden.
An der Stelle der 1801 gesprengten kurtrierischen Festung Ehrenbreitstein auf dem Ehrenbreitstein errichteten die Militäringenieure unter dem Kommando von General der Infanterie Gustav von Rauch, Generalinspekteur der preußischen Festungen, und Ernst Ludwig von Aster eine weitläufige Zitadelle, die bis heute das Stadtbild beherrscht. Es entstand das größte militärische Bollwerk am Mittelrhein, eine der stärksten Bastionen, die heute noch fast vollständig erhalten ist. Als weitere Festungsanlagen entstanden in Koblenz das Fort Asterstein, die Feste Kaiser Franz in Lützel und die Feste Kaiser Alexander mit dem vorgelagerten Fort Konstantin auf der Karthause. Von den zu den Festungen gehörenden Fleschen ist heute nur noch ein Teil der Neuendorfer Flesche erhalten geblieben.
Die drei Hauptbefestigungswerke der Festung Koblenz sollten die Namen der drei Monarchen der an den Befreiungskriegen beteiligten Länder Preußen, Österreich und Russland erhalten, die sich zur Heiligen Allianz zusammengeschlossen hatten. So war die Feste Kaiser Alexander nach dem russischen Zaren Alexander I. und die Feste Kaiser Franz nach Kaiser Franz I. von Österreich. Kurzzeitige Überlegungen, die Festung Ehrenbreitstein nach dem preußischen König Friedrich Wilhelm III. Feste Friedrich Wilhelm zu nennen, setzten sich nicht durch.
In den 1860er Jahren wurden verschiedene Festungsteile modernisiert um sie an die weiterentwickelte Geschütztechnik anzupassen. Die beiden für die Eisenbahn neu errichteten Brücken, Moseleisenbahnbrücke und Pfaffendorfer Brücke mussten ebenfalls mit Befestigungen versehen und die Stadtbefestigung entsprechend angepasst werden.
Da nach dem Deutsch-Französischen Krieg Metz und Straßburg die vordersten deutschen Festungen Richtung Frankreich waren und ein Ausbau der Festung Koblenz zu aufwendig gewesen wäre, wurde sie 1886 als minder wichtig eingestuft. Es folgte am 13. März 1890 auf Erlass der preußischen Regierung die Schleifung der linksrheinischen Festungswerke, wobei insbesondere nach Kauf von Oberbürgermeister Emil Schüller die Stadtbefestigung abgerissen wurde. Das Siedlungsgebiet der Stadt konnte nun erstmals aus den engen Stadtgrenzen ausbrechen. Die Festungswerke auf der rechten Rheinseite mit der Festung Ehrenbreitstein im Mittelpunkt blieben aber bis zum Ersten Weltkrieg einsatzbereit und wurden 1914/15 durch den Bau von Betonunterständen verstärkt. Die gesamte Festung Koblenz und Ehrenbreitstein wurde am 25. August 1924 per Gesetz aufgelassen. 90 Jahre nach ihrer Vollendung war die Festung damit Geschichte.
In Ausführung der Bestimmungen des Versailler Vertrags wurde die Festung Koblenz zudem in den Jahren von 1920 bis 1929 entfestigt. In der Regel wurden größere Teile der Festungswerke zerstört, um sie unbrauchbar zu machen. Von dieser Schleifung blieb nur die Festung Ehrenbreitstein verschont, deren historische Bedeutung und ihr landschaftsprägender Charakter die Interalliierte Militär-Kontrollkommission 1922 bewog, hier von der Entfestigung abzusehen. Das Votum des Kommandierenden Generals der amerikanischen Streitkräfte im Rheinland, Henry Tureman Allen, trug anscheinend einiges zu dieser Entscheidung bei.
Der nach der 1927 weitestgehend abgeschlossenen Entfestigung verbliebene Bestand der Festungswerke erlitt weitere Einbußen durch Abrisse bis in die 1990er Jahre hinein. So wurden in den 1960er Jahren die Reduits der Festen Kaiser Alexander und Kaiser Franz durch Sprengungen massiv reduziert. Sie waren seit dem Zweiten Weltkrieg als Notunterkünfte verwendet worden und hatten sich zu einem sozialen Brennpunkt entwickelt, den man durch den Abbruch beseitigen wollte. Das Reduit der Bubenheimer Flesche, welches als Lokal in den Volkspark in Lützel integriert war, der heute im Prinzip an den Kölner Grüngürtel erinnert, wurde 1969 völlig vernichtet. Sein Trümmerschutt wurde zur Anlage eines Rodelhügels genutzt. Daneben gab es Substanzverluste zum Beispiel an der „Horchheimer Tor“ Befestigung und in kleinerem Umfang an der „Teufelstreppe“ am Glockenberg.
Außer den oberirdisch erhaltenen und sichtbaren Anlagenteilen sind auch unterirdisch Reste der abgebrochenen Festungswerke noch in großem Umfang vorhanden. Bei Bauarbeiten kommen an verschiedenen Stellen des Stadtgebiets immer wieder Mauerzüge oder auch Teile von Gängen bzw. Gewölben zum Vorschein. Dies führt oft zu hartnäckigen Gerüchten und Erzählungen, bei denen die Größe und Länge solcher unterirdischen Hohlräume meist sehr übertrieben dargestellt wird; sogar von einem angeblichen Tunnel unter dem Rhein (der aber bis zum Bau des sog. Rheindükers 1979 nie existiert hat), ist die Rede. Der Erhalt solcher unterirdischer Reste ist meist schwierig, oft werden sie undokumentiert abgeräumt.
Das Land Rheinland-Pfalz, die Stadt Koblenz und die Bundesrepublik Deutschland als Eigentümer von Festungswerken sowie mehrere Fördervereine bemühen sich seit den 1990er Jahren verstärkt um die Erhaltung des durch Leerstand und Verfall schwer geschädigten Bestandes. Dieser Bestand ist nicht nur vom Zahn der Zeit bedroht, sondern auch von neuen Projekten wie dem Vorschlag, das letzte intakte Stück Rheinuferbefestigung am Schloss zu durchbrechen. Diese Idee, im Zuge der Vorplanungen für die Bundesgartenschau 2011 entwickelt, wurde von der Bevölkerung unterstützt, da man sich eine bessere Zugänglichkeit des Schlosses erhoffte und einen vermeintlich „historischen“ Zustand wiederherstellen wollte. Letztlich wurde ein Kompromiss verwirklicht, indem man zwei kleinere Durchgänge anlegte, so dass die Mauer weitgehend erhalten werden konnte. Ein weiteres Problemfeld ist die allgemeine Stadtplanung, die lange Zeit keinerlei Rücksicht auf die Festungsanlagen nahm. Durch fehlende Zugänge oder rücksichtslose Bebauung des Umfeldes wurden auch die erhaltenen Bauteile aus dem Stadtbild bzw. dem Bewusstsein der Bevölkerung verdrängt und ihre Nutzung erschwert.
Seit 2002 sind die einzelnen Festungsanlagen Teil des von der UNESCO ausgezeichneten Welterbes Oberes Mittelrheintal.

## Festungsingenieure
Maßgeblich beteiligt an der Planung zur Wiedererrichtung des Ehrenbreitsteins und der Neubefestigung der Großfestung Koblenz waren die Offiziere: Gustav von Rauch, Ernst Ludwig von Aster, Claudius Franz Le Bauld de Nans sowie Gotthilf Benjamin Keibel.
Den Ausbau der linksrheinischen Werke beaufsichtigte und leitete von 1816 bis 1825 der Platz-Ingenieur Heinrich Adolph Buschbeck, den der rechtsrheinischen seit 1815 der Platz-Ingenieur Wilhelm von Huene, der nach Buschbecks Abgang zum Platz-Ingenieur für Koblenz und Ehrenbreitstein ernannt wurde.
Für jeweils einen längeren Zeitraum waren nachfolgende Ingenieur-Offiziere in der Großfestung Koblenz während der Aufbauphase bis etwa 1832 tätig:
- August Wilhelm Beyse, 1819–1827 in Koblenz (Fort Großfürst Konstantin, Feste Kaiser Franz, Stadtbefestigung) als Fachmann für Koch- und Backöfen.
- Ludwig (Laurenz Friedrich) Gärtner (* 31. Januar 1798 in Breslau; † 30. Juli 1870 in Berlin) 1816 ins preußische Ingenieur-Korps gekommen, 1820–1831 in Koblenz (Fort Großfürst Konstantin), später im Kriegsministerium, seit 1856 Oberst und Inspekteur der 5. Festungs-Inspektion in Koblenz, 1858 verabschiedet.
- Franz Xaver Cornely († 1. August 1828 in Koblenz), 1817 vom 7. rheinischen Landwehr-Regiment in Saarlouis als Premierleutnant ins preußische Ingenieur-Korps gekommen, 1818 Landesaufnahme in Saarlouis, seit 1819 in Koblenz (System Franz, Stadtbefestigung), zuletzt Hauptmann.
- Ernst Heinrich Theodor von Dechen (* 8. Oktober 1794 in Berlin; † 3. September 1860 in Köln) 1819 vom Infanterie-Regiment Nr. 8 als Sekondeleutnant ins preußische Ingenieur-Korps gekommen, 1820–1826 in Koblenz (Stadtbefestigung und Adjutant des Festungs-Inspekteurs), später Inspekteur der 6. Festungs-Inspektion in Köln, 1857 als Generalmajor verabschiedet.
- August Donant (* 19. August 1795 in Magdeburg; † 27. März 1852 in Wesel), 1818 Sekondeleutnant im preußischen Ingenieur-Korps, 1821–1827 in Koblenz (Ober-Ehrenbreitstein), zuletzt Hauptmann und Platz-Ingenieur in Wesel, 1850 als Major verabschiedet.
- Ferdinand (August Wilhelm) Koehler (* 2. Juli 1791 in Trotha bei Halle; † 5. September 1853), 1816 als sächsischer Ober-Sappeur ins preußische Ingenieur-Korps gekommen, 1821–1832 in Koblenz (Stadtbefestigung, Moselweißer Schanze), zuletzt Major und Platz-Ingenieur in Koblenz, 1852 als Oberstleutnant verabschiedet.
- Heinrich von Mühlbach, 1817–1819 und 1828–1832 in Koblenz (Feste Kaiser Alexander, später Garnison-Baudirektor des VIII. Armeekorps).
- Adam Gottfried Naumann (* etwa 1792 in Lößnitz bei Dresden; † 29. Dezember 1862 in Wetzlar), 1816 als sächsischer Ober-Sappeur ins preußische Ingenieur-Korps gekommen, 1826–1832 in Koblenz (Stadtbefestigung), später Hauptmann und Platz-Ingenieur in Jülich, 1850 als Major verabschiedet.
- Wilhelm von Prittwitz (* etwa 1800 in Kreisewitz bei Brieg; † 16. Juli 1861 in Breslau), 1820 ins preußische Ingenieur-Korps gekommen, 1826–1831 in Koblenz (Stadtbefestigung), später Hauptmann und Platz-Ingenieur in Neisse, 1853 als Major verabschiedet.
- Carl (Johann Wilhelm) Roehmer (* etwa 1794 in Minden; † 25. April 1866 in Koblenz), 1816 als früherer Baukondukteur ins preußische Ingenieur-Korps gekommen, 1818–1827 in Koblenz (System Franz), zuletzt Oberstleutnant und Platz-Ingenieur in Stralsund, 1854 verabschiedet.
- Otto Albert von Scheel (* 8. Mai 1796 Potsdam; † 29. Juni 1865), 1813 Sekondeleutnant im Ingenieur-Korps, 1820–1827 in Koblenz (Feste Kaiser Alexander, Stadtbefestigung), zuletzt Oberst und Inspekteur der 3. Pionier-Inspektion in Koblenz, 1851 verabschiedet.
- Carl Schnitzler, 1818–1832 in Koblenz (Ober-Ehrenbreitsein).
- Friedrich (Gustav Adolf) Sterzel (* etwa 1798; † 16. August 1826 in Koblenz), 1816 aus der thüringischen Landwehr ins preußische Ingenieur-Korps gekommen, 1819–1826 in Koblenz (Ober- und Nieder-Ehrenbreitstein), zuletzt Premierleutnant.
- Wilhelm Theodor Ludwig von Winterfeld, 1818–1826 in Koblenz (Ober-Ehrenbreitsein).[3]

## Die Kommandanten und Gouverneure der preußischen Festung Koblenz
- 1815–1817 Heinrich Wilhelm von Weltzien, danach Kommandant der Festung Cosel
- 1817–1818 Major von Restorf (nur Festung Ehrenbreitstein)
- 1818–1826 Generalmajor Georg Wilhelm von Hofmann
- 1826–1837 Generalleutnant Ernst Ludwig von Aster
- 1837–1839 Generalmajor Friedrich Wilhelm von der Groeben
- 1839–1843 Generalleutnant Wilhelm von Müffling (Gouverneur)
- 1843–1848 Generalleutnant Moritz von Bardeleben (Gouverneur)
- 1848–1850 Generalmajor Philipp von Wussow
- 1850–1854 Generalmajor Gustav von Griesheim
- 1854–1857 Generalmajor Friedrich von Knobloch
- 1857–1858 Oberst Johann Ernst Gustav von Roehl
- 1858–1862 Generalleutnant Woldemar von Schleswig-Holstein-Sonderburg-Augustenburg
- 1862–1864 Generalleutnant Wilhelm von Scholten
- 1864–1865 Generalleutnant August von Oelrichs (Gouverneur)
- 1865–1866 Generalmajor Julius von Hartmann
- 1866 Generalleutnant Theodor von Uechtritz (mit der Wahrnehmung der Geschäfte beauftragt)
- 1866 Generalleutnant Woldemar von Schleswig-Holstein-Sonderburg-Augustenburg
- 1866–1867 Generalleutnant Julius von Hartmann
- 1867–1870 Generalleutnant Conrad von Prondczynski
- 1870 Generalleutnant Karl Rudolf von Ollech
- 1870–1871 Generalmajor Karl Friedrich von Wedel
- 1871–1880 General der Infanterie Gustav von Beyer
- 1880–1890 Generalmajor Bernhard von Gélieu
- 1890–1891 Generalleutnant Heinrich zu Rantzau
- 1891–1895 Generalmajor Robert von Wurmb
- 1895–1900 Generalmajor Eduard von Davidson
- 1900–1905 Generalmajor Arthur von Schlieffen
- 1905–1907 Generalmajor Albert Freiherr von Lüdinghausen gen. Wolff
- 1907–1910 Generalleutnant Axel von Woedtke
- 1910–1912 Generalmajor Ernst von Zastrow
- 1912–1918 Generalleutnant Erich von Luckwald

## Die preußische Garnison Koblenz und Ehrenbreitstein
Die Festung Koblenz und Ehrenbreitstein war zur preußischen Zeit von 1814 bis 1918 eine große Garnison mit Infanterie-, Artillerie-, Pionier- und Train-Einheiten. Die Einheiten wechselten oft, bis sich Ende des 19. Jahrhunderts eine konstante Belegung herausbildete. Zur Erleichterung der Orientierung sind die Einheiten hier mit ihren zuletzt gültigen Namen wiedergegeben.
In der Garnison Koblenz und Ehrenbreitstein lagen Teile folgender Infanterie-Einheiten:
- Königin Augusta Garde-Grenadier-Regiment Nr. 4: 1860–1893 in Koblenz.
- Infanterie-Regiment „von Courbière“ (2. Posensches) Nr. 19: 1833–1836 und 1864–1866 in Koblenz.
- Infanterie-Regiment „von Lützow“ (1. Rheinisches) Nr. 25: 1817–1864 in Koblenz und Ehrenbreitstein.
- Infanterie-Regiment „von Goeben“ (2. Rheinisches) Nr. 28: 1820–1823 in Koblenz und Ehrenbreitstein; 1831–1832 sowie 1839 in Ehrenbreitstein; 1851–1860 in Koblenz (und 1859 auf der Feste Ehrenbreitstein); 1877–1918 auf der Feste Ehrenbreitstein und in Koblenz
- Infanterie-Regiment „von Horn“ (3. Rheinisches) Nr. 29: 1815–1820 und 1833–1848 in Koblenz und Ehrenbreitstein; 1866–1877 in Koblenz.
- Infanterie-Regiment „Graf Werder“ (4. Rheinisches) Nr. 30: 1817–1820 und 1849–1860 in Koblenz und Ehrenbreitstein.
- 6. Rheinisches Infanterie-Regiment Nr. 68: 1860–1918 in Koblenz (1860–1877 auch Festung Ehrenbreitstein).
- 7. Rheinisches Infanterie-Regiment Nr. 69: 1860–1861 in Koblenz.
- Füsilier-Regiment „General-Feldmarschall Graf Moltke“ (Schlesisches) Nr. 38: 1832–1833 in Koblenz.
- Niederrheinisches Füsilier-Regiment Nr. 39: 1850 und 1860/61 in Teilen und 1861–1866 komplett in Koblenz.
- Füsilier-Regiment „Fürst Karl Anton von Hohenzollern“ (Hohenzollernsches) Nr. 40: 1833 in Koblenz und Ehrenbreitstein.

Folgende Pionier-Einheiten lagen in Teilen in Koblenz und Ehrenbreitstein:
- Garde-Pionier-Bataillon: 1816 eine Feldkompanie in Ehrenbreitstein.
- Mansfelder Pionier-Bataillon: 1815 in Ehrenbreitstein.
- 1. Westfälisches Pionier-Bataillon Nr. 7: 1817–1833 in Koblenz und Ehrenbreitstein.
- 1. Rheinisches Pionier-Bataillon Nr. 8: 1816–1820 und 1824–1918 in Koblenz (komplett).
- 3. Rheinisches Pionier-Bataillon Nr. 30: 1913–1918 komplett im Fort Asterstein.

Teile der folgenden Artillerie-Einheiten lagen in Koblenz und Ehrenbreitstein. Da die Artillerie oft umstrukturiert wurde, wechselten die Namen sehr häufig. Die hier als Feldartillerie-Regimenter aufgeführten Einheiten stellten bis 1870 auch einen Teil der Festungsartillerie:
- 1. Westfälisches Feldartillerie-Regiment Nr. 7: 1816–1832 in Koblenz.
- Feldartillerie-Regiment „von Holtzendorff“ (1. Rheinisches) Nr. 8: 1820–1860 in Koblenz und Ehrenbreitstein.
- 2. Rheinisches Feldartillerie-Regiment Nr. 23: 1887–1918 in Koblenz.
- Bergisches Feldartillerie-Regiment Nr. 59: 1899–1901 in Koblenz.
- Fußartillerie-Regiment „Encke“ (Magdeburgisches) Nr. 4: 1877–1893 in Ehrenbreitstein.
- Rheinisches Fußartillerie-Regiment Nr. 8: 1864–1877 in Koblenz und Ehrenbreitstein.
- Schleswig-Holsteinisches Fußartillerie-Regiment Nr. 9: 1893–1918 in Ehrenbreitstein.

Ehrenbreitstein war zudem die Heimat des 1. Rheinischen Train-Bataillons Nr. 8, das allerdings nach deren Fertigstellung in die Train-Kaserne nach Koblenz -Lützel verlegt wurde. (Heutige Rhein-Kaserne.)

Das Telegraphen-Bataillon Nr. 3 lag in der Telegraphen-Kaserne in Koblenz-Rauental. (Spätere Boelcke-Kaserne.)

## Das Generalkommando des VIII. Armee-Korps in Koblenz
Im Von der Leyenschen Hof in der Stadt Koblenz befand sich 1814 bis 1918 das Generalkommando des VIII. Armee-Korps, das die preußischen Truppenteile und Verbände in der Rheinprovinz kommandierte. Einige seiner Kommandierenden Generale fanden ihre letzte Ruhe auf dem Koblenzer Hauptfriedhof.
Erster Kommandierender General der preußischen Truppen im Rheinland war General August Neidhardt von Gneisenau. Sein Generalstabschef war Carl von Clausewitz.
Von den übrigen Kommandierenden Generalen sind Moritz von Hirschfeld, der es in der Reichsverfassungskampagne von 1849 führte, und August Karl von Goeben, der das Armeekorps von 1870 bis zu seinem Tod 1880 befehligte, die bedeutendsten.
Chefs des Generalstabs waren unter anderem Helmuth von Moltke, Albrecht von Roon und Paul von Hindenburg.